# Atka (Russia)
Atka (in russo Атка?) è un centro abitato dell'Oblast' di Magadan, situato nel Chasynskij rajon.